# Богдан Овесянин
Тодор Кръстев Натов с псевдоним Богдан Овесянин е български поет, писател и революционер.

## Биография
Роден е в семейството на гимназиалните учителите Ташена и Кръстьо Натови. Баща му умира рано и с 3-те осиротели деца се заема грижливата им, трудолюбива и с високи морални качества майка. Любовта към книгите го отвеждат в бащината му библиотека, където общува с героите на руските класици и на българските възрожденски творци. Израствайки в бедност той завършва прогимназия, където прави първите си литературни опити, а след това и в гимназията. От 1922 до 1927 година учи в педагогическите училища в Панагюрище, Казанлък и Самоков. 
Първите литературни опити прави като ученик в прогимназията, насърчаван от преподавателката му по литература Василка Сугарева. През 1921 г. заедно е още трима негови другари започват издаването на в. „Знание“. Той е написан на машина и разпространяван между учениците като в един от броевете, призовава другарчетата си да подпомагат гладуващите през 1922 година „във великата и необятна руска земя“. 

### Ранни години
Септемврийското въстание през 1923 година разтърсва съзнанието му и слага траен отпечатък в творчеството му. През тези години тай е в плен на поезията на Христо Смирненски и Димитър Полянов. Първите си младежките стихове Богдан Овесянин печати в „Народна отбрана“ и „Български воин“. Като ученик в гимназията публикува стихове в редактираното от Д. Полянов сп. „Наковалня“ през 1926 г. Записва се и в славянска филология в СУ, влиза в БОНСС, печата в „Студентска трибуна“ и др. За политическата си дейност е арестуван неведнъж и дори осъден на няколко години затвор. Сътрудничи на „РЛФ“, „Звезда“ и други. През 1933 година Богдан Овесянин завършва образованието си. 

### Активен период
Като студент активно сътрудничи в печата под различни псевдоними: Федя Кръстев, Овесянко, Адажио Чубрак, Виктория Планинска, Елха Никитина. Впоследствие започва да подписва творбите си е името Богдан Овесянин. с който псевдоним остава в историята на българската литература. Сътрудничи на вестниците: „Литературен подем“, „Студентска трибуна“, „РАФ“, „Вестник за жената“, „Литературни новини“, „Литературен час“, „Жупел“, „Стожер“, „Нов живот“, „Гребец“, на списанията: „Народна просвета“, „Звезда", „Художествено творчество“, „Преглед“ както и на детски вестници и много списания като „Барабанче“, „Светулка“, „Детски свят“, „Славейче“ и други където са поместени много негови стихове и приказки. 
В началото на 1930 година Богдан Овесянин е приет в Комсомола, а в края на същата година го приемат и в БКП.
Работи като учител в основното училище на с. Бояна и кв. Тухларни фабрики, стажува през 1937 – 1938 г. в ІІІ мъжка гимназия в столицата, учител е в гимназиите в Разлог, Свиленград и Копривщица. През 1940 г. е приет за член на Дружеството па детските писатели а по време на Втората световна война е мобилизиран. През 1943 г. служи в Югославия, където едва спасява живота си, изтръгва се от пленения корпус там, минава пеш стотици километри и се връща в България. 

### След 9 септември 1944
В така наречения „Народно-освободителен период“ Богдан Овесянин е учител и директор на новосъздадената гимназия в село (сега град) Стрелча, Пазарджишко, където го канят за директор на новооткритата си гимназия и той се съгласява, докато продължава да твори. Последните 15 години от живота си посвещава на учителската професия, оставяйки трайни спомени като прекрасен човек и народен учител. Умира в село Стрелча на 11 октомври 1948 г.

## Издадени книги
През своят кратък творчески път Богдан Овесянин е известен в интелектуалните среди като скромен и талантлив поет и писател, и автор на книгите: „Бойко козарчето“ (1939), „Весели месеци“ (1939), „Здравей“ (1939), „Снежна приказка“ (1940), „Премазано цвете. Разкази“ (1941), „Сърцето говори“ (1941), „Бунтовници в опасност“ (1942), „Дяволът се къпе“ (1943), „Един учител разказва. Лирични репортажи“ (1944), „Янка войвода“ (1944), „Избрани стихотворения“ (1954), „Пролетно пробуждане. Избрани стихотворения за деца и юноши“ (1956), „Стихотворения“ (1966) и други.

## Признание
През 2014 година е учредена националната литературна награда „Богдан Овесянин“. Наградата се връчва на всеки четири години и се присъжда на съвременни български поети, писатели, литературни критици или литературоведи „за цялостно творчество и постижения в българската литература, за изследвания върху творчеството на Богдан Овесянин и за популяризирането му“.
Носителите на наградата са:
- 2014: Яко Бойчев,
- 2018: Боян Ангелов.[6]